# Acraea necessaria
Acraea necessaria är en fjärilsart som beskrevs av Le Doux 1923. Acraea necessaria ingår i släktet Acraea och familjen praktfjärilar. Inga underarter finns listade i Catalogue of Life.